# Negu Hurbilak
Negu Hurbilak és una pel·lícula independent de parla basca de 2023 dirigida pel col·lectiu Negu (format pels directors Ekain Albite, Mikel Ibarguren, Nicolau Mallofré i Adrià Roca), els qui va coescriure el guió amb Xalba Ramírez. És protagonitzada per Jone Laspiur. Es va estrenar als cinemes de 23 de febrer de 2024, de la mà de Begin Again Films. S'ha subtitulat al català.

## Trama
El 2011, el prolongat conflicte que viu el País Basc sembla arribar a la seva fi. Una jove (Jone Laspiur) fuig amb un clar objectiu: travessar la frontera, perquè sap que això la podrà portar lluny de casa, on ja no està segura. Enmig de la seva fugida arriba a Zubieta, un poble fronterer on antics mites i conflictes moderns semblen convergir. Amagada en les golfes d'una de les cases del poble, comença a observar una quotidianitat aparentment immòbil com la pedra.

## Producció
El gener de 2022, es va anunciar que la pel·lícula basca Negu Hurbilak havia començat el seu rodatge al poble navarrès de Zubieta, amb Jone Laspiur com a única actriu professional, mentre que la resta del repartiment estaria format pels habitants del poble. El rodatge va ser interromput després de l'hivern de 2022, llavors continuar a l'hivern de 2023 i va concloure la primavera d'aquest any.

## Estrena i màrqueting
El juliol de 2023, es va anunciar que Negu Hurbilak s'exhibiria per primer cop el Festival Internacional de Cinema de Locarno el 9 d'agost de 2023. L'octubre de 2023, la distribuïdora independent Begin Again Films va anunciar que la pel·lícula seria estrenada en cinemes el 15 de desembre de 2023. El desembre de 2023, es va anunciar que la pel·lícula s'enderriria el 23 de febrer.